# Frans Luyckx
Voor de gelijknamige kunstschilder uit de 20ste eeuw, zie Frans Luyckx (De Frenne)
Frans Luyckx (ook  Luycx, Luycks, Leuycx, Leux, Lux, Luix, Leic, Laix, Leix, Lieix, Löx, Likh), (vóór 17 april 1604 – 1 mei 1668) was een Zuid-Nederlands kunstschilder van Vlaamse barok en hofschilder van keizer Ferdinand III in Wenen. Hij is gekend voor zijn portretten van de keizer en de leden van het hof.
Hij werd in Antwerpen gedoopt. Zijn vader was een zijdehandelaar; zijn moeder heette Johanna de Rasières. Rond 1620 was hij werkzaam in de ateliers van Peter Paul Rubens en Antoon van Dyck. Vanaf 1637 had Luyckx contact met het hof van het Pools-Litouwse Gemenebest en de monarch Wladislaus Wasa. Dit wordt bevestigd via teruggevonden rekeningen in Stockholm. Hoogstwaarschijnlijk bezocht de vorst het atelier van de schilder in Wenen in 1638.

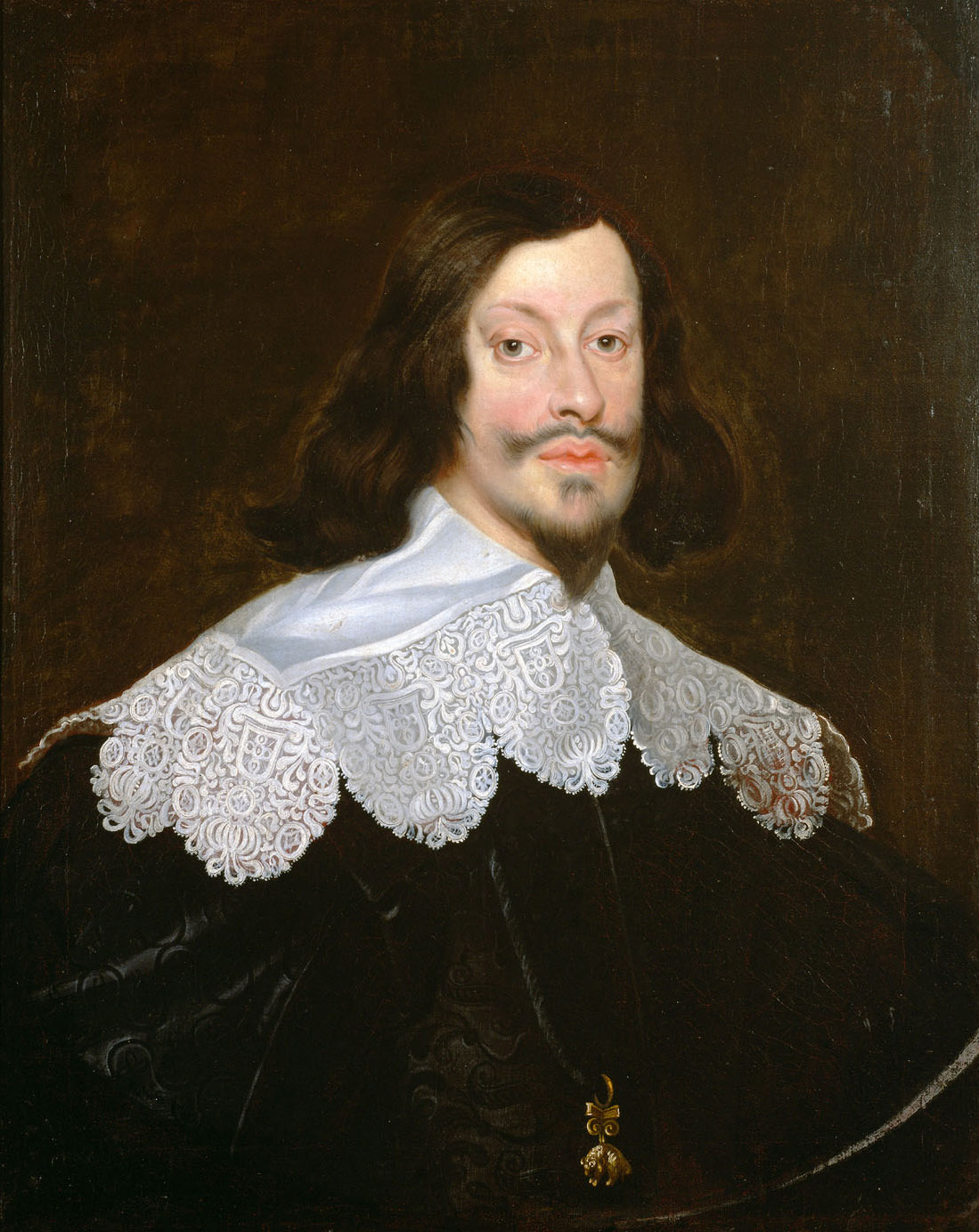
Ferdinand III door Frans Luyckx
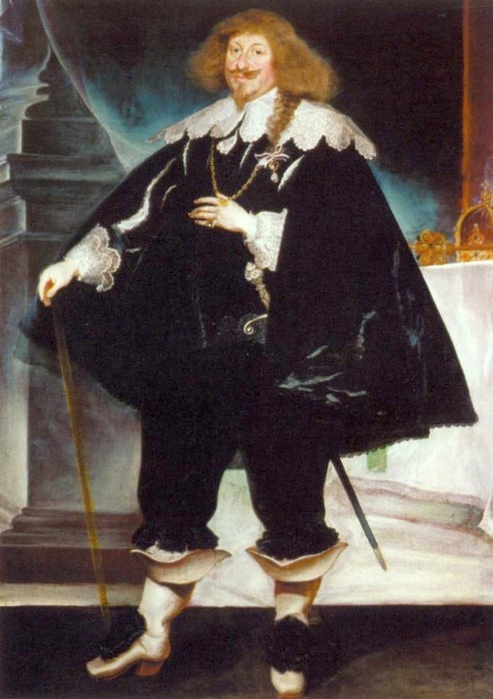
Wladislaus Wasa door Frans Luyckx

- Biografisch Portaal: 25135954
- Digitale Bibliotheek voor de Nederlandse Letteren: leux001
- Gemeinsame Normdatei: 124013759
- International Standard Name Identifier: 0000 0000 6680 4360
- KulturNav: 6ad47515-d2b2-4adb-8c80-47d812c801c7
- Library of Congress Control Number: nr96033172
- Nederlandse Thesaurus van Auteursnamen: 362755299
- RKD-Nederlands Instituut voor Kunstgeschiedenis: 51454
- Système universitaire de documentation: 257796053
- Union List of Artist Names: 500014615
- Virtual International Authority File: 13231274
- WorldCat: E39PBJbH4x6XT8mtVvf33jyw4q